# Une fiancée pas comme les autres
Pour plus de détails, voir Fiche technique et Distribution.
Une fiancée pas comme les autres ou Lars et l'amour en boîte au Québec (Lars and the Real Girl) est une comédie dramatique américano-canadienne réalisée par Craig Gillespie et sortie en 2007. 

## Synopsis
Lars Lindstrom est un jeune homme timide, solitaire, introverti et inadapté social (Ryan Gosling). Il a une relation avec Bianca, une poupée moulée qu'il affirme avoir rencontré sur internet.

## Fiche technique
- Titre français : Une fiancée pas comme les autres
- Titre québécois : Lars et l'amour en boîte
- Titre original : Lars and the Real Girl
- Réalisation : Craig Gillespie
- Scénario : Nancy Oliver
- Photographie : John Mathieson
- Musique : David Torn
- Direction artistique : Joshu de Cartier
- Décors : Arvinder Grewal
- Costumes : Kirston Leigh Mann
- Photographie : Adam Kimmel
- Montage : Tatiana S. Riegel
- Costumes : Kirston Leigh Mann
- Production : Sidney Kimmel, John Cameron, Sarah Aubrey
- Société de production : Sidney Kimmel Entertainment
- Distribution : Metro Goldwyn Mayer (États-Unis), Diaphana Films (France)
- Budget : 12 000 000 $[2]
- Pays de production :  États-Unis,  Canada
- Langues originales : anglais, espagnol
- Lieux de tournage :  Canada
- Format : couleurs (Technicolor) - 1,85:1 - son Dolby Digital, DTS et Dolby Digital - 35 mm (Kodak) - filmé avec du matériel Panavision
- Genre : comédie dramatique
- Durées : 106 minutes
- Dates de sortie[3] :
  - Canada : 16 septembre 2007 (festival de Toronto)
  - États-Unis : 12 octobre 2007
  - France : 24 décembre 2008

## Distribution
Légende : Version Française = VF et Version Québécoise = VQ
- Ryan Gosling (VF : Alexis Victor ; VQ : Guillaume Champoux) : Lars Lindstrom
- Emily Mortimer (VF : Marie Donnio ; VQ : Catherine Proulx-Lemay) : Karin Lindstrom
- Paul Schneider (VF : Thierry Jahn ; VQ : Louis-Philippe Dandenault) : Gus Lindstrom
- R. D. Reid (VQ : Luis de Cespedes) : le révérend Bock
- Kelli Garner (VF : Anna Sigalevitch ; VQ : Catherine Bonneau) : Margo
- Nancy Beatty (VQ : Johanne Garneau) : Mme Louise Gruner
- Patricia Clarkson (VF : Sylvia Bergé ; VQ : Élise Bertrand) : Dr Dagmar Bergman
- Karen Robinson (VQ : Catherine Hamann) : Cindy
- Sally Cahill (VQ : Claudine Chatel) : Deb
- Liisa Repo-Martell (VQ : Kim Jalabert) : Laurel

## Distinctions

### Récompenses
- National Board of Review Awards 2007 : Meilleur scénario original pour Nancy Oliver, partagé avec Juno
- Satellite Awards 2007 :  Meilleur acteur dans un film musical ou une comédie pour Ryan Gosling

### Nominations
- Oscars 2008 : Meilleur scénario original pour Nancy Oliver
- Golden Globes 2008 : meilleur acteur dans un film musical ou une comédie pour Ryan Gosling
- Satellite Awards 2007 : 
  - Satellite Award du meilleur film musical ou comique
  - Satellite Award de la meilleure actrice - film musical ou comique pour Emily Mortimer
- Satellite Award du meilleur scénario original pour Nancy Oliver
- Screen Actors Guild Awards 2008 : Screen Actors Guild Award du meilleur acteur pour Ryan Gosling
- Writers Guild of America Awards 2008 : Meilleur scénario original pour Nancy Oliver
- Critics' Choice Movie Awards 2008 : 
  - Meilleur acteur pour Ryan Gosling
  - Meilleur scénario original pour Nancy Oliver
- Chicago Film Critics Association Award 2007 :
  - Meilleur acteur pour Ryan Gosling
  - Meilleur réalisateur prometteur pour Craig Gillespie